# Sararanga sinuosa
Sararanga sinuosa är en enhjärtbladig växtart som beskrevs av William Botting Hemsley. Sararanga sinuosa ingår i släktet Sararanga och familjen Pandanaceae. Inga underarter finns listade.